# 274e régiment d'artillerie
Le 274e régiment d'artillerie est un régiment d'artillerie de l'armée française. Il combat lors de la Première Guerre mondiale sous le nom de 274e régiment d'artillerie de campagne, puis est recréé au Levant au début des années 1920.

## Création et différentes dénominations
- avril 1917 : création du 274e régiment d'artillerie de campagne (274e RAC) à partir de l'artillerie divisionnaire de la 76e division d'infanterie
- août 1919 : dissolution
- octobre 1920 : création du 274e régiment d'artillerie de Tunisie, à partir des batteries des groupes d'artillerie de campagne d'Afrique détachées au Levant
- janvier 1921 : devient 274e régiment d'artillerie du Levant
- mars 1922 : dissout

## Historique du274erégimentd'artillerie de campagne
Le 274e régiment d'artillerie de campagne est créé en avril 1917 à partir de l'artillerie divisionnaire de la 16e division d'infanterie :
- le 1er groupe (41e, 42e et 43e batteries) du 274e RAC est issu des 27e et 28e batteries du 6e RAC et de la 30e batterie du 53e RAC[2], équipées de canons de 75[1],
- le 2e groupe (44e, 45e et 46e batteries) est issu du 2e groupe du 53e RAC (4e, 5e et 6e batteries)[2], équipé de canons de 75[1],
- le 3e groupe (47e, 48e et 49e batteries) est issu des 27e et 28e batteries du 38e RAC et de la 30e batterie du 57e RAC[2], équipé de canons de 75[1],
- la 101e batterie est créée en octobre 1917 à partir de la 124e batterie du 2e RAC[2], équipée de mortiers de 58[1].

En 1917, le régiment est engagé dans les opérations depuis Salonique et en 1918 dans la bataille de Skra-di-Legen[réf. nécessaire].
Les trois dernières batteries (41 à 43) sont dissoutes en août 1919.

## Historique du274erégimentd'artillerie au Levant
Le 274e régiment d'artillerie de Tunisie est créé le 1er octobre 1920 à partir des batteries des 1er, 2e, 3e et 5e groupes d'artillerie de campagne d'Afrique venues en renfort au Levant.
Ses éléments participent à la guerre franco-syrienne et à la campagne de Cilicie. Le 274e RAT est renommé 274e régiment d'artillerie du Levant le 1er janvier 1921. Le 274e régiment d'artillerie est rattaché à la 4e division du Levant.
Il est dissout en mars 1922.